# Danny Saucedo

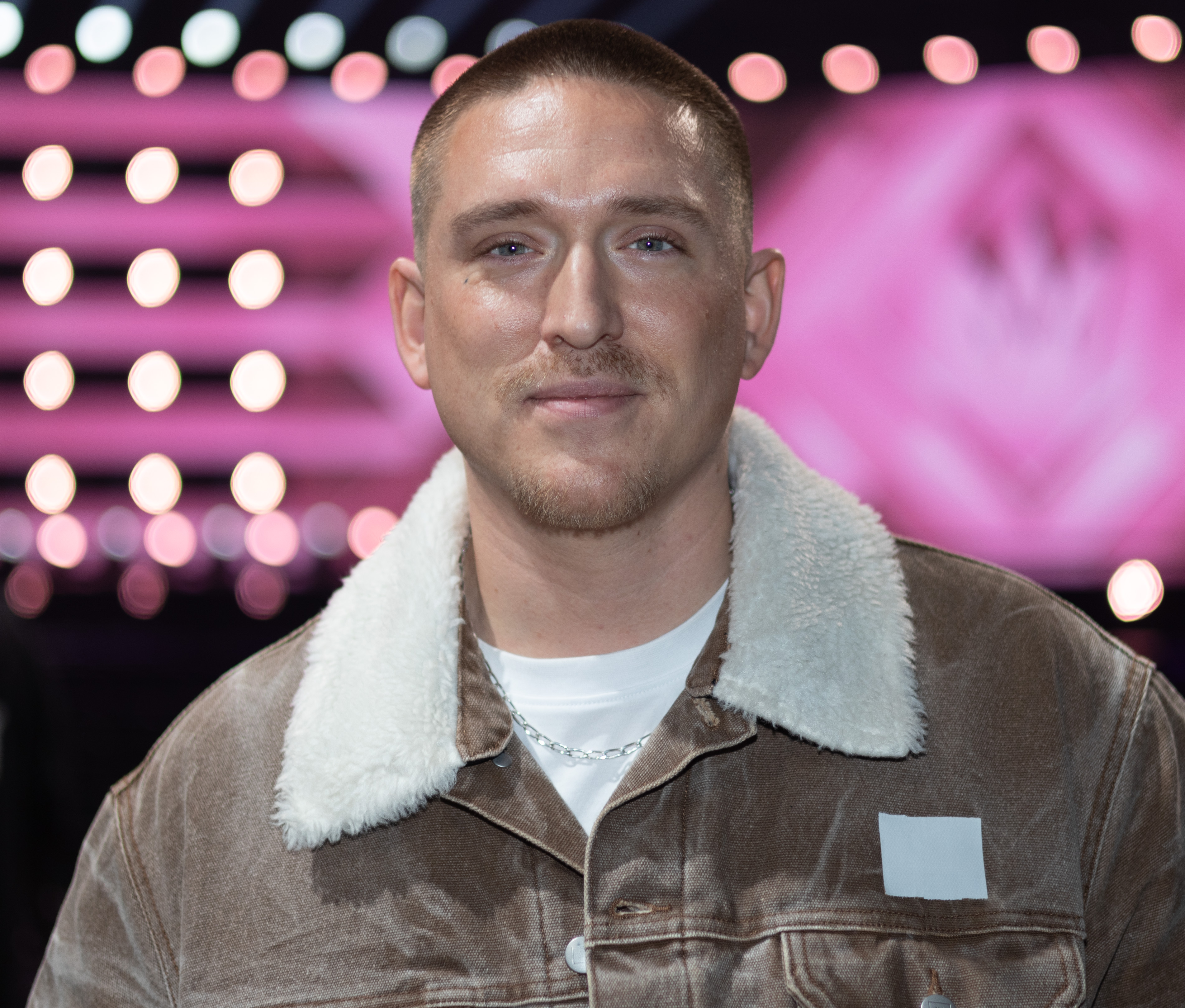
Danny Saucedo, 2024

Daniel Gabriel Alessandro Saucedo Grzechowski (* 25. Februar 1986 in Stockholm), besser bekannt als Danny bzw. Danny Saucedo, ist ein schwedischer Sänger und Songwriter.

## Leben
Danny Saucedo bewarb sich 2006 bei der schwedischen Version von Pop Idol, wo er den sechsten Platz erreichte. Die in dieser Zeit aufgenommene Single Öppna din dörr erreichte trotz seines Ausscheidens die schwedischen Singlecharts. Dort kam die Single auf den 22. Platz.
Seit Anfang 2007 ist Saucedo beim schwedischen Plattenlabel SME unter Vertrag. Seine zweite Single Tokyo erreichte die Spitze der schwedischen Charts und konnte sich über 33 Wochen in den Charts behaupten. Seine dritte Single Play it for the Girls wurde die zweite Nummer-eins-Single des Künstlers. Aufgrund des Erfolgs der letzten Singles veröffentlichte Saucedo im Mai 2007 sein Debütalbum Heart Beats, das ebenfalls Platz eins erreichte. Ab 2007 war Saucedo Mitglied in der Boyband E.M.D.
Ende 2008 erschien mit Radio die erste Single aus seinem zweiten Album. Stilistisch unterschied sich der Song von den vorherigen Singles. Die Abkehr vom kommerziell erfolgreichen Boyband-Pop zum elektrolastigeren Dance-Pop wurde nicht nur positiv aufgenommen. So erreichte Radio zwar noch Platz 1, aber das im Dezember 2008 erschienene Album Set Your Body Free konnte nicht an den Erfolg von Heart Beats anknüpfen. Das Album erreichte Platz 2 in den Albumcharts und konnte sich nur fünf Wochen in den Charts halten.
Im Jahr 2009 trat Saucedo innerhalb der Band E. M. D. beim Melodifestivalen, dem schwedischen Vorentscheid zum Eurovision Song Contest auf. Dort belegten sie den dritten Platz. Im Jahr darauf löste sich die Band auf. 2011 nahm Saucedo erneut beim Melodifestivalen teil, diesmal als Solosänger. Als Favorit gehandelt erreichte er mit dem Dance-Song In the Club das Finale. Dort musste er sich aber Eric Saade geschlagen geben und erreichte den zweiten Platz. Mit dem Auftritt schien auch der kommerzielle Erfolg zurück zu sein. Die Single erreichte den zweiten Platz und das gleichnamige Album den dritten Platz. Insgesamt konnte es sich 21 Wochen in den Charts halten.
Auch 2012 nahm Saucedo beim Melodifestivalen teil. Mit dem Dance/Dubstep-Song Amazing erreichte er, hinter der späteren ESC-Siegerin Loreen, erneut den zweiten Platz. Die Single kam auch auf den zweiten Platz in den Singlecharts. Weitere Veröffentlichungen in diesem Jahr waren Shake That Ass (zusammen mit Lazee), I Can See Myself in You (zusammen mit Tommy Körberg), All in My Head und Delirious.
Im Jahr 2013 moderierte Saucedo zusammen mit Gina Dirawi das Melodifestivalen 2013. Im April erschien die Single Todo el mundo (Dancing in the Streets). Diese beschreibt Saucedo als den ersten Schritt in seine zukünftige musikalische Richtung, in der er englische und spanische Texte miteinander kombinieren will („Spanglish“).
Neun Jahre nach seinem letzten Auftritt am Melodifestivalen, nahm Saucedo 2021 mit dem schwedischen Song Dandi Dansa wieder am Melodifestivalen teil. Er wurde erneut direkt ins Finale gewählt und belegte dort den siebten Platz. 
Im Dezember 2023 wurde er mit dem Lied Happy That You Found Me als Teilnehmer am Melodifestivalen 2024 vorgestellt.

## Privates
Saucedo hatte seit 2013 einen Zweitwohnsitz in Los Angeles. Am 11. Februar 2013 wurde offiziell bekannt, dass er mit der schwedischen Sängerin Molly Sandén liiert war. Im März 2019 gaben sie ihre Trennung bekannt.

## Diskografie
Studioalben

| Jahr | Titel                                    | Höchstplatzierung, Gesamtwochen, AuszeichnungChartsChartplatzierungen (Jahr, Titel, Platzierungen, Wochen, Auszeichnungen, Anmerkungen) | Anmerkungen                             |
| Jahr | Titel                                    | SE | Anmerkungen                             |
| ---- | ---------------------------------------- | --- | --------------------------------------- |
| 2007 | Heart Beats                              | SE1 (18 Wo.)SE | Erstveröffentlichung: 31. Mai 2007      |
| 2008 | Set Your Body Free                       | SE2 (5 Wo.)SE | Erstveröffentlichung: 19. Dezember 2008 |
| 2011 | In the Club                              | SE3 (21 Wo.)SE | Erstveröffentlichung: 8. März 2011      |
| 2015 | Hör vad du säger men har glömt vad du sa | SE3 Platin · (102 Wo.)SE | Erstveröffentlichung: 20. November 2015 |
| 2022 | Trettiosex                               | — | Erstveröffentlichung: 28. Oktober 2022  |